# Hayami Kishimoto
Hayami Kishimoto (岸本早未 Kishimoto Hayami?,  25 de junio de 1987) es una excantante japonesa de J-Pop originaria de Kioto, Japón. Además de ser cantante también es autora ya que desde su sencillo n.º 10: Go My Heaven! ella escribe todas sus canciones.
Ella ha participado en el personal de la serie de anime japonesa Tantei Gakuen Q interpretando tres de los temas de la serie: Mei Q!, como 1.er Opening; Mienai Story, como 3.er Ending; y Kaze ni Mukai Aruku Youni, como 4.º Ending de la serie.

## Discografía

### Sencillos
| Fecha Lanzamiento | Título                        | Posición Oricon | Copias vendidas |
| 25/06/2003        | MeiQ!? - Meikyu - Make You    | #15             | 21,000          |
| 06/08/2003        | Ai Suru Kimi ga Soba ni Ireba | #37             | 8,230           |
| 19/11/2003        | Mienai Story                  | #59             | 4,617           |
| 11/02/2004        | Kaze ni Mukai Aruku Youni     | #50             | 3,945           |
| 23/06/2004        | Suteki na Yume Miyou ne       | #47             | 3,572           |
| 06/10/2004        | Dessert Days                  | #36             | 4,368           |
| 03/11/2004        | Yume Real                     | #49             | 4,008           |
| 13/07/2005        | JUMP!NG↑GO☆LET'S GO⇒          | #47             | 2,999           |
| 19/7/2006         | PEACH:LIME//SHAKE             | #64             | xxx sold        |
| 18/10/2006        | Go! MY HEAVEN                 | #50             | xxx sold        |
| 28/02/2007        | See you Darling               | #84             | xxx sold        |

### Álbumes
| Información                                                          |
| -------------------------------------------------------------------- |
| Meikyuu - Lanzamiento: 10 de septiembre de 2003 - Sello: GIZA Studio |
| JUICY - Lanzamiento: 24 de noviembre de 2004 - Sello: GIZA Studio    |

### Miniálbumes
| Información                                                             |
| ----------------------------------------------------------------------- |
| LOVE DROPS - Lanzamiento: 20 de septiembre de 2006 - Sello: Giza Studio |